# Operacija Swordfish
Operacija Swordfish (eng. Swordfish) je američki kriminalistički triler iz 2001. godine koji je režirao Dominic Sena, a u kojem su glavne uloge ostvarili John Travolta, Hugh Jackman, Halle Berry, Don Cheadle i Vinnie Jones. Radnja filma fokusirana je na Stanleyju Jobsonu, bivšem zatvoreniku i kompjuterskom hakeru koji je nevoljko uvučen u pljačku banke zbog svojih hakerskih vještina. Film je ostvario osrednji uspjeh na kino blagajnama i primio izrazito negativne kritike filmske struke. Ponajviše je ostao upamćen kao prvi film u kojem se glumica Halle Berry pojavila u topless sceni.

## Radnja
U restoranu u Los Angelesu muškarac raspravlja o filmu Pasje poslijepodne iz 1975. godine prije nego što, praćen nebrojenom količinom pripadnika specijalne postrojbe SWAT, izađe na ulicu. Odlazi do susjedne zgrade gdje se nalaze taoci na kojima se nalazi velika količina eksploziva. Jednog taoca jedan od terorista izvodi na ulicu, a nakon što ga jedan od pripadnika specijalne postrojbe ubije snajperom, eksploziv s taocem leti u zrak izazvavši ogromnu eksploziju u kojoj pogiba dosta ljudi. Radnja filma se nakon toga prebacuje četiri dana ranije.
Stanley Jobson (Jackman) je haker koji je, nakon napada na FBI-jev Carnivore program unazadio isti za nekoliko godina nakon čega ga je agent J. T. Roberts (Cheadle). Jobson je osuđen na zatvorsku kaznu u trajanju od dvije godine. Jedan od uvjeta uvjetne kazne na koju je pušten je i taj da je Stanleyju zabranjeno dodirivanje i uopće bilo kakav kontakt s kompjuterom. Njegova bivša supruga Melissa (Drea de Matteo) dobila je puno skrbništvo nad njihovom kćerom Holly te zabranu prilaska Stanleyja (unatoč činjenici što je alkoholičarka te porno glumica u filmovima njezinog novog supruga).
Stanleyja uskoro kod kuće posjeti Ginger Knowles (Berry) koja ga zbog njegovih hakerskih vještina želi regrutirati za svog šefa Gabriela Sheara (Travolta) nakon što je njegov prvotni izvor - finski haker Axl Torvalds (Rudolf Martin) - uhićen na aerodromu i nakon toga ubijen kako ne bi otkrio zbog čega je uopće došao u SAD. Stanley prihvaća otići na sastanak s Gabrielom za stotinu tisuća dolara tijekom kojeg ga Gabriel prisiljava da uhakira u vladin sustav u roku od 60 sekundi dok mu istovremeno jedan od Gabrielovih čuvara Marco (Jones) drži uperen pištolj u glavu, a mlada djevojka (Laura Lane) oralno zadovoljava. Stanley uspijeva u posljednji trenutak i tako prolazi Gabrielov test.
Roberts uskoro saznaje da je Stanley zaposlen kako bi zamijenio Torvaldsa pa ga započinje pratiti i uskoro presreće nakon što ovaj pokupi Holly iz škole i dovede ju kući. Nakon kratke potjere Roberts priznaje Stanleyju da ga ne želi uhititi zbog toga što je vidio kćerku, već da je više zainteresiran za Gabriela koji očigledno ima zabrinjavajuću količinu financijskih sredstava. Kada se Stanley suoči s Ginger, ona mu priznaje da je zapravo agentica DEA.
Gabriel ponudi Stanleyju iznos od 10 milijuna dolara kako bi napisao program koji će ubaciti u bankarski sustav i iz njega izvući 9,5 milijardi dolara. Gabriel otkriva Stanleyju da radi za organizaciju imena Crna ćelija koju je još 50-ih godina prošlog stoljeća oformio J. Edgar Hoover, a čiji je zadatak ubijati teroriste koji su vršili napade na Ameriku. Tu ćeliju trenutno vodi senator Reisman (Sam Shepard) koji ubrzo otkriva da je FBI počeo pratiti Gabriela pa on pokušava ukinuti cijelu operaciju. Nakon što Gabriel odbije poslušnost, Reisman ga pokuša ubiti što ne uspijeva pa ga Gabriel uskoro pronalazi i ubija. Nakon toga Gabriel ubija Melissu i njezinog supruga te otima Holly.
Stanley i Roberts suočavaju se s Gabrielom koji priča o filmu Pasje poslijepodne. Gabriel nastavlja sa svojim planom te uzima taoce na koje stavlja eksploziv i uskoro zaprijeti Gabrielu da u bankarski sustav unese program na kojem je do tada radio. Nakon što sazna da Ginger radi kao agentica DEA-e, Gabriel zaprijeti ubiti ju ako Stanley ne pusti virus što ovaj i čini, ali Ginger svejedno biva ubijena. Nakon što je uspio ukrasti 9,5 milijardi dolara, Gabriel skupa sa Stanleyjem i ostalim taocima ulazi u autobus koji se uskoro nađe u zraku nakon što ga podigne helikopter i preveze do krova nebodera. Tamo se Gabriel navodno ukrcava u helikopter kojeg Stanley uskoro obara s protuzračnom raketom. U mrtvačnici Stanley i agent Roberts saznaju da tijelo koje je pronađeno u helikopteru zapravo pripada bivšem agentu Mossada Gabrielu Shearu. Stanley prepoznaje truplo budući ga je već vidio ranije u Gabrielovoj kući, a također uskoro saznaje da agencija DEA nema nikakve podatke o bilo kakvoj agentici Ginger. Na taj način Stanley shvaća da su Gabriel i Ginger cijelo vrijeme radili zajedno i da je cijela njihova operacija zapravo bila obmana. Ipak, Stanley Robertsu i ostalim policajcima ne govori ništa o svom saznanju već ga Roberts pušta iz zatvora i daje mu puno skrbništvo nad Holly.
Ginger i Gabriel se za to vrijeme nalaze u Monte Carlu gdje 9,5 milijardi dolara prebacuju na različite račune. U posljednjoj sceni vidimo eksploziju jahte dok u pozadini slušamo vijesti koje izvjaštavaju o novoj smrti terorista na jahti, trećoj protu-terorističkoj operaciji koja je uspješno završila u isto toliko tjedana.

## Glumačka postava
- John Travolta kao Gabriel Shear
- Hugh Jackman kao Stanley Jobson
- Halle Berry kao Ginger Knowles
- Don Cheadle kao agent J.T. Roberts
- Sam Shepard kao Senator James Reisman
- Vinnie Jones kao Marco
- Drea de Matteo kao Melissa
- Rudolf Martin kao Axl Torvalds
- Zach Grenier kao pomoćnik direktora Bill Joy
- Camryn Grimes kao Holly Jobson
- Angelo Pagan kao Torres
- Kirk B. R. Woller kao Axlov odvjetnik
- Carmen Argenziano kao agent
- Tim DeKay kao agent
- Laura Lane kao Helga

## Kritike
Film Operacija Swordfish u vrijeme prije početka kino distribucije bio je izrazito praćen u medijima zbog toga što je sadržavao prvu topless scenu poznate glumice Halle Berry. Samo za tu scenu glumica je dobila 500 tisuća dolara bonusa uz 2 milijuna dolara regularne plaće za ulogu u filmu. Kritičari su kasnije napisali da je scena izgledala isforsirano, namjerno ubačena u film kako bi se dobilo na publicitetu. Berry je izjavila da je odradila topless scenu - unatoč tome što je bila svjesna kako će ista izgledati - kako bi se riješila straha od golotinje pred kamerama.
Samo 26% kritičara dalo je filmu pozitivnu ocjenu sudeći prema popularnoj internetskoj stranici Rotten Tomatoes koja se bavi prikupljanjem filmskih kritika. U kritici za New York Times, Stephen Holden je napisao: "Uz mješavinu lažne međunarodne intrige i akcijskih sekvenci koje služe samo radi akcije, a ne i u duhu priče, film Operacija Swordfish je nešto poput nehumorističnog Jamesa Bonda. Istina je da postoje dobri trenuci, poput početka filma. Ali dominantni ton maskiran kao humor je sarkastičan, užegao nihilizam bez trunke smijeha osim ako ono što vas veseli nije potpuna destrukcija i jasno izražena glupoća likova."
Film je na svjetskim kino blagajnama utržio nešto malo više od 147 milijuna dolara čime je ostvario osrednji uspjeh budući mu je budžet iznosio 102 milijuna dolara. Za ulogu u ovom filmu John Travolta dobio je nominaciju za nagradu Zlatna malina u kategoriji najgoreg glavnog glumca.

## Alternativni završetak filma na DVD-u
DVD izdanje filma sadržava alternativni kraj u kojem službenik u banci obavještava Ginger da je račun s kojeg je trebala rasporediti novac potpuno prazan zbog čega ona shvaća da ih je sve zapravo prevario Stanley koji je kompletan novac uzeo za sebe. Kada Ginger to kaže Gabrielu on ju upita da mu se pridruži na putu za Istanbul. U paralelnoj sceni alternativnog kraja vidimo Stanleyja koji se nalazi na putu sa svojom kćerkom u potpuno novom kombiju. Dok jedu u malom restoranu, Stanley prebacuje milijarde dolara na razne dobrotvorne ustanove prije nego nastavi put.

## Soundtrack
Soundtrack za film Operacija Swordfish producirao je Paul Oakenfold pod kompanijama Village Roadshow i Warner Bros., a distribuirao ga je London Sire Records Inc. Soundtrack sadržava sveukupno 15 skladbi. Orkestralnu glazbu skladao je Christopher Young uz nekoliko električnih dodataka Paula Oakenfolda. Fragmenti glazbe dodani su na službeni soundtrack, ali ih je remiksao Oakenfold.

## Vanjske poveznice
- Operacija Swordfish u internetskoj bazi filmova IMDb-a
- Operacija Swordfish na Rotten Tomatoes
- Operacija Swordfish na Box Office Mojo
- Press Release  Arhivirana inačica izvorne stranice od 21. veljače 2007. (Wayback Machine) o sekvenci s helikopterom s internetske stranice Erickson Air-Crane